# قوة متخيلة
المتخيلة هي القوة التي تتصرف في الصور المحسوسة والمعني الجزئية المنتزعة منها. وتصرفها فيها بالتركيب تارة والتفصيل أخرى. مثل: إنسان ذي رأسين، أو عديم الرأس. وهذه القوة إذا استعملها العقل سميت متخيلة، فمحل الحس المشترك والخيار هو البطن الأول من الدماغ المنقسم إلى بطون ثلاثة، أعظمها الأول ثم الثالث، وأما الثاني فهو كمنفذ في مؤخره. ومحل الوهمية والحافظة هو البطن الأخير منه، والوهمية في مقدمه، والحافظة في مؤخره. ومحل المتخيلة هو الوسط من الدماغ.